# NGC 1481
NGC 1481 je galaksija u zviježđu Eridan.

## Vanjske poveznice
- SEDS: NGC 1481